# Halicnemia
Halicnemia is een geslacht van sponsdieren uit de klasse van de Demospongiae (gewone sponzen).

## Soorten
- Halicnemia arcuata (Higgin, 1877)
- Halicnemia diazae Desqueyroux-Faúndez & van Soest, 1997
- Halicnemia geniculata Sarà, 1958
- Halicnemia papillosa (Thiele, 1905)
- Halicnemia patera Bowerbank, 1864
- Halicnemia salomonensis Dendy, 1922
- Halicnemia verticillata (Bowerbank, 1866)